# Diplazium diversifolium
Diplazium diversifolium là một loài thực vật có mạch trong họ Woodsiaceae. Loài này được (Wall.) J. Sm. miêu tả khoa học đầu tiên năm 1866.